# Rinaldi Boldog Fülöp
Rinaldi Boldog Fülöp (Lu Monferrato, 1856. május 28. – Torino, 1931. december 5.) – eredeti nevén Filippo Rinaldi – olasz katolikus pap, a Bosco Szent János által alapított szalézi rend negyedik általános rendfőnöke.

## Gyermekkora
Egy kis észak-olaszországi faluban, Lu Monferratóban született, mélyen vallásos földműves család nyolcadik gyermekeként. Már kiskorában megismerkedett a szalézi rend alapítójával, aki nagy hatással volt rá. A szimpátia kölcsönösnek bizonyult, Bosco Szent János is megjegyezte magának a fiút. Fülöp tízéves korában szalézi növendék lett, ám az egyik nevelője kérkedő, bántó viselkedése miatt elhagyta a kollégiumot, és visszatért családjához. Végül Don Bosco kitartó bátorítása és kérése eredményeként tért vissza már felnőttként, és indult el maga is a szerzetesi hivatás felé.

## Első szerzetesi évei
Szerzetesi pályája nehezen indult. Sok akadályt kellett leküzdenie. 21 évesen újra be kellett ülnie az iskolapadba, hogy lemaradásait pótolja, és elkezdhesse szemináriumi tanulmányait. Emellett szinte állandó kételyek gyötörték. Kezdeti bizonytalansága ellenére végül mégis kiváló szalézi és karizmatikus adottságokkal rendelkező vezető egyéniség lett. 1882. december 23-án szentelték pappá. Don Bosco már egy évvel később igazgatóvá nevezte ki a rend egy újonnan nyitott házába, ahol ún. késői hivatásokkal foglalkoztak. Innen Torinóba került, ahol öt éven át az alapító közvetlen közelében élhetett.

## Spanyolország
Don Bosco halála után, 1889-ben az alapító utóda Fülöpöt Spanyolországba helyezte. Előbb a rend Barcelona melletti házának igazgatója, majd a dinamikus fejlődésnek indult és önállóvá vált spanyol tartomány első tartományfőnöke lett. Soha nem tanult meg jól spanyolul, de úgy szerette az országot, mintha saját hazája lett volna. Kitartó munkája nyomán számos új házat nyitottak, a hivatások száma látványosan emelkedett, és a közösségek lelkisége is elmélyült.

## A rendi vezetőség tagjaként
Mindössze 45 éves volt, amikor 1901-ben kinevezték a rend központi vikáriusává. A nagy felelősséggel járó, többnyire irodai munka mellett továbbra is törekedett lelkipásztornak maradni. Kiváló adottsága volt a nők között végzett apostoli munkához, ami nem jelentette azt, hogy csak nőkkel foglalkozott volna. Támogatta a szalézi rend női ágának (Segítő Szűz Mária Leányai) tevékenységét, 1917-ben pedig egy eredeti, új közösséget alapított olyan lányokból, akik az Istennek szentelt életet a világban szerették volna megélni. Ez a közösség később Don Bosco Önkéntesei VDB (Volontarie di Don Bosco) néven az Egyház egyik első ún. világi intézménye lett. 1922. április 24-én Rinaldi Fülöpöt rendfőnökké választották. A rend elöljárójaként sokat tett a szalézi missziók ügyéért, és az egész rend további dinamikus fejlődéséért. Ő gyűjtötte össze, és adta tovább rendkívül érthető formában Don Bosco pedagógiai módszerének legfontosabb elemeit. Különösen nagy hangsúlyt fektetett arra, hogy a rend tagjai hűen kövessék alapítójuk lelkiségét. 1929-ben még megérte Don Bosco ünnepélyes boldoggá avatásának napját. Ez alkalomból szintén az ő kezdeményezésére állították fel Torinóban Don Bosco szobrát is. 1931. december 5-én halt meg.

## Boldoggá avatása
1990. április 29-én II. János Pál pápa avatta boldoggá. Ünnepe: december 5.